# Schwerzenbach
Schwerzenbach é uma comuna da Suíça, no Cantão Zurique, com cerca de 4.185 habitantes. Estende-se por uma área de 2,64 km², de densidade populacional de 1.585 hab/km². Confina com as seguintes comunas: Dübendorf, Fällanden, Greifensee, Volketswil.
A língua oficial nesta comuna é o Alemão.